# Fordakning
En fordakning er en gesims på en bygningsfacade. Fordakningen ses over døre, vinduer og porte typisk på bygninger med facadeornamentik i et klassicerende formsprog. Fordakninger kan optræde indendørs i pragtrum med finornamentik, typisk sale og paraderum. 

## Udførelse
Fordakningen kan være udført i marmor- og sandsten, men er ofte imiteret i murværk og puds, og af og til sågar påmalet som trompe l'oeil. Indendørs er fordakningen ofte en del af stukkaturarbejdet. 
Fordakningen kan udformes som en vandret gesims, eller have form som en trekant, et fladt cirkelsnit (segmentformet) eller en kombination af disse. 
| Byggeri og bygningsdele | Spire Denne artikel om byggeri og bygningsdele er en spire som bør udbygges. Du er velkommen til at hjælpe Wikipedia ved at udvide den. |